# Phostria delilalis
Phostria delilalis là một loài bướm đêm trong họ Crambidae.